# ميتا (طوكيو)
ميتا (باليابانية:三田) هي حي في من ميناتو، طوكيو، اليابان. يقغ بالقرب من محطة أكابانباشي على خط توي أويدو ‏ و محطة تاماتشي ‏ على خط يامانوته، ومحطة ميتا ‏ علىخط توي ميتا ‏.
ميتا هي موطن جامعة كيئو و ميتا هاشيمان جينيا ‏ و البعثات الدبلوماسية للكويت، إيطاليا، المجر، بابوا غينيا الجديدة وأستراليا.

## الاقتصاد
إن إي سي شركة الإلكترونيات اليابانية المعروفة تتخذ من ميتا مقراً لها منذ 1899. المكتب الرئيسي لمجموعة يازاكي يقع في ميتا أيضاً.

## أماكن بارزة في ميتا

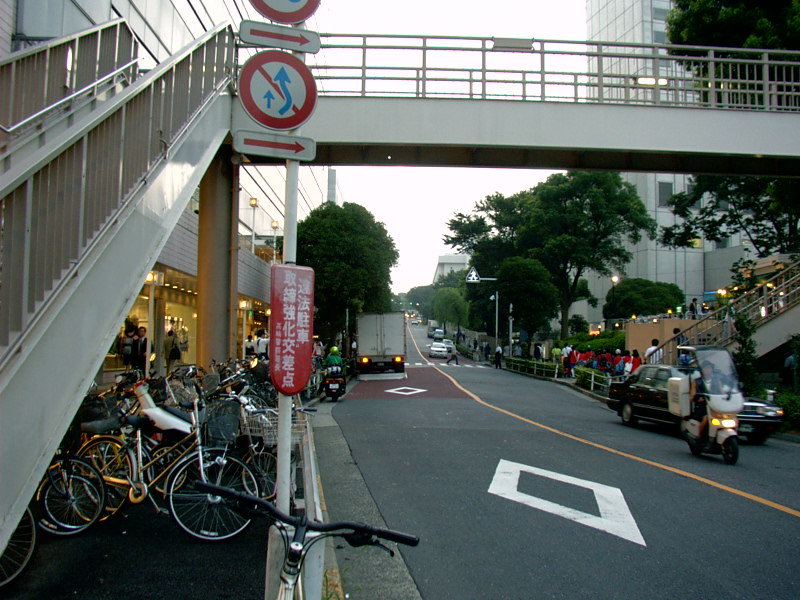
زاكورو زاكا 柘榴坂
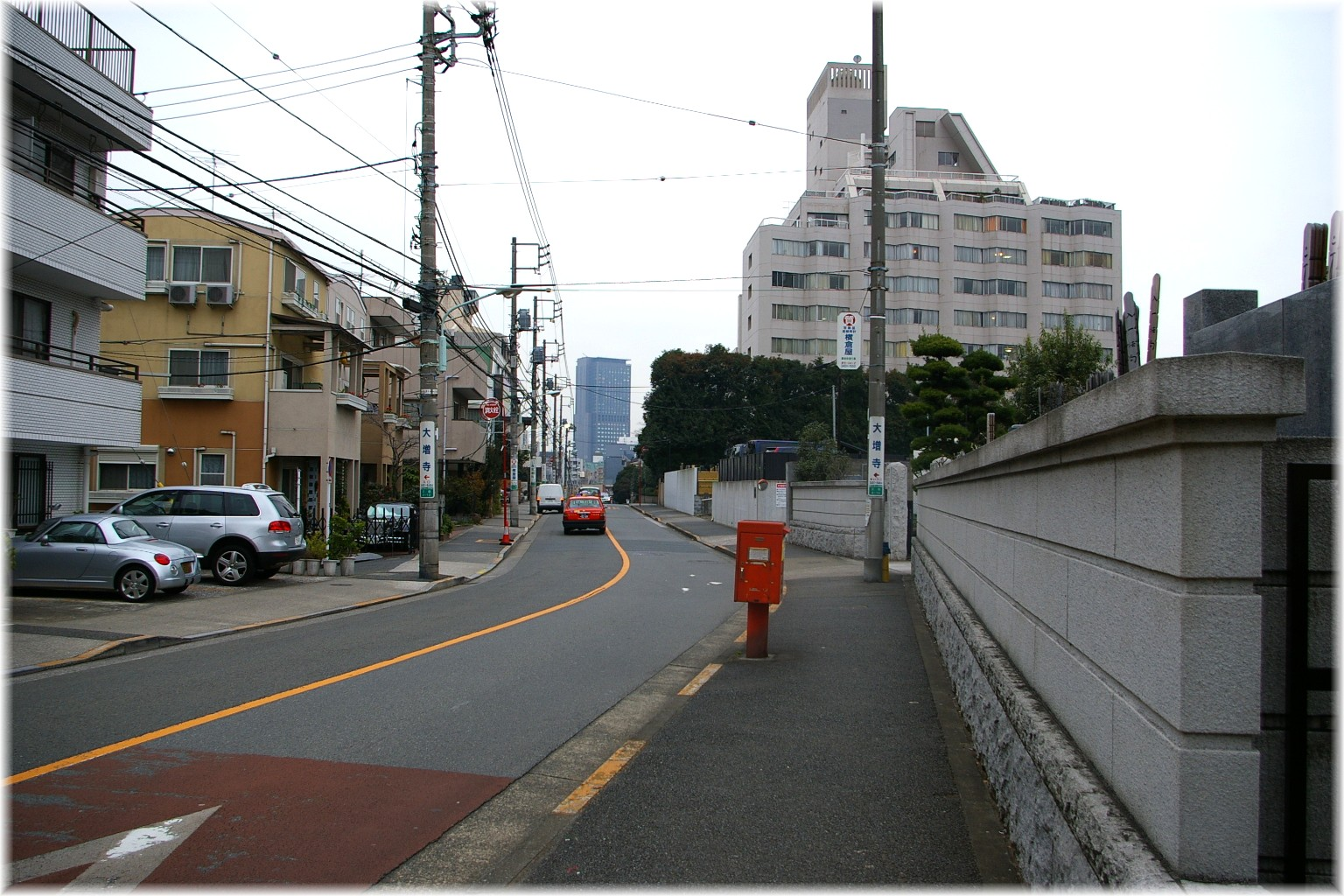
هيجيري زاكا 聖坂
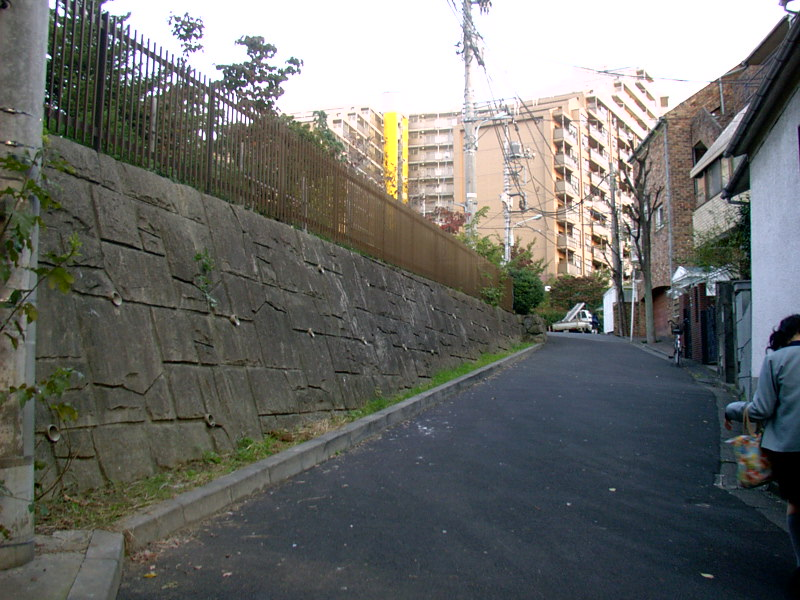
「葭見坂」يوشيمو زاكا
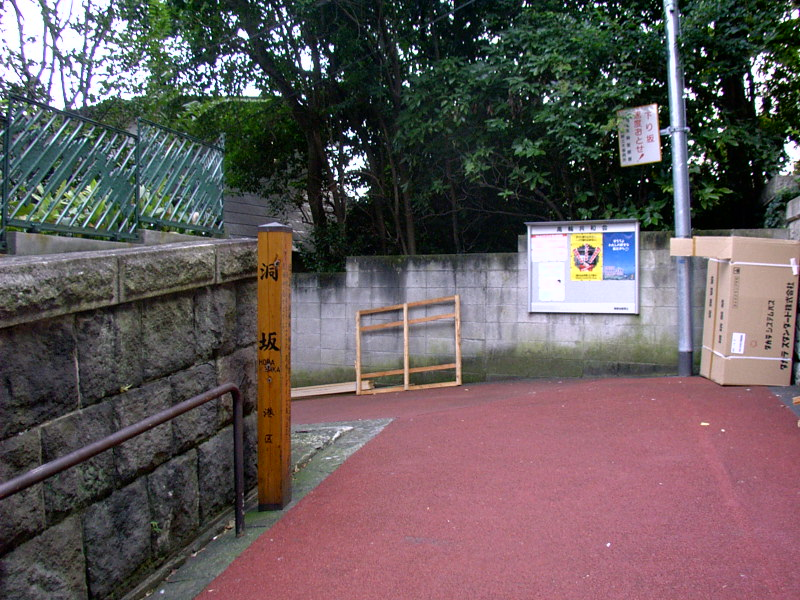
أعلى هورا زاكا
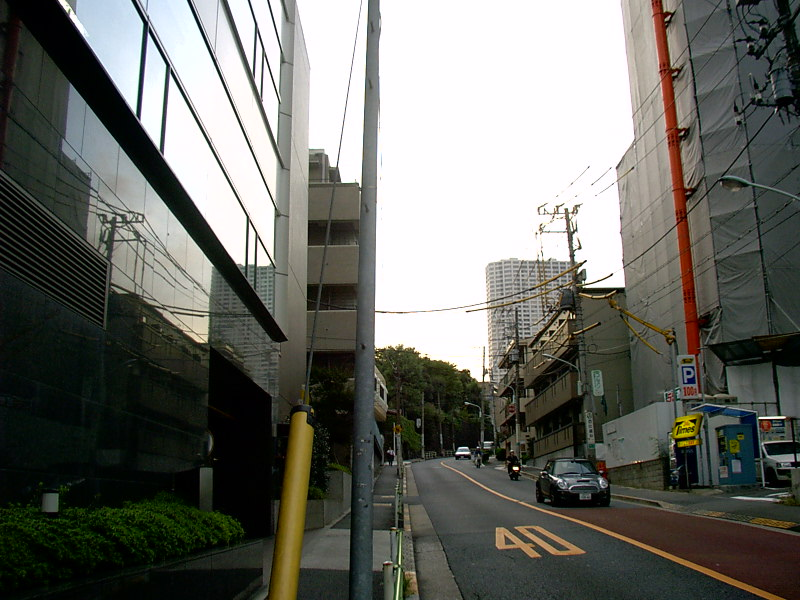
كاتسورا زاكا
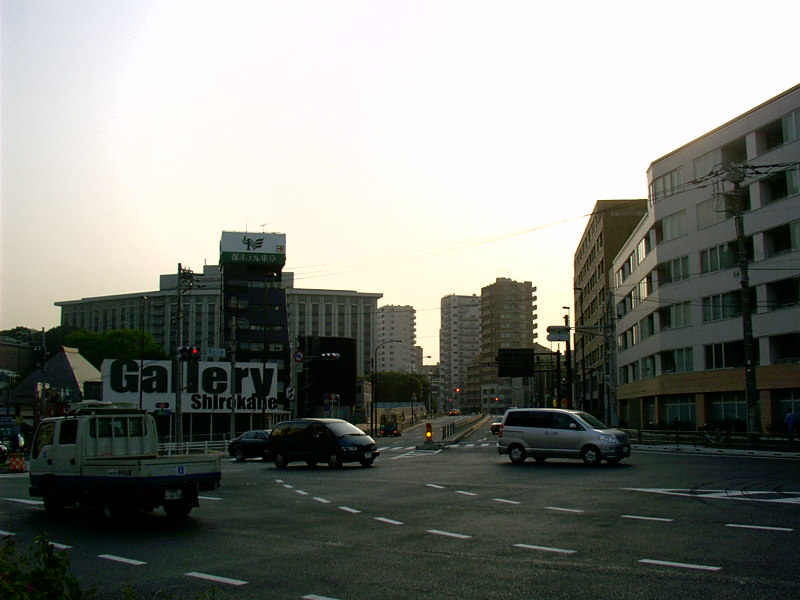
الجزء السفلي من هيوسي زاكا

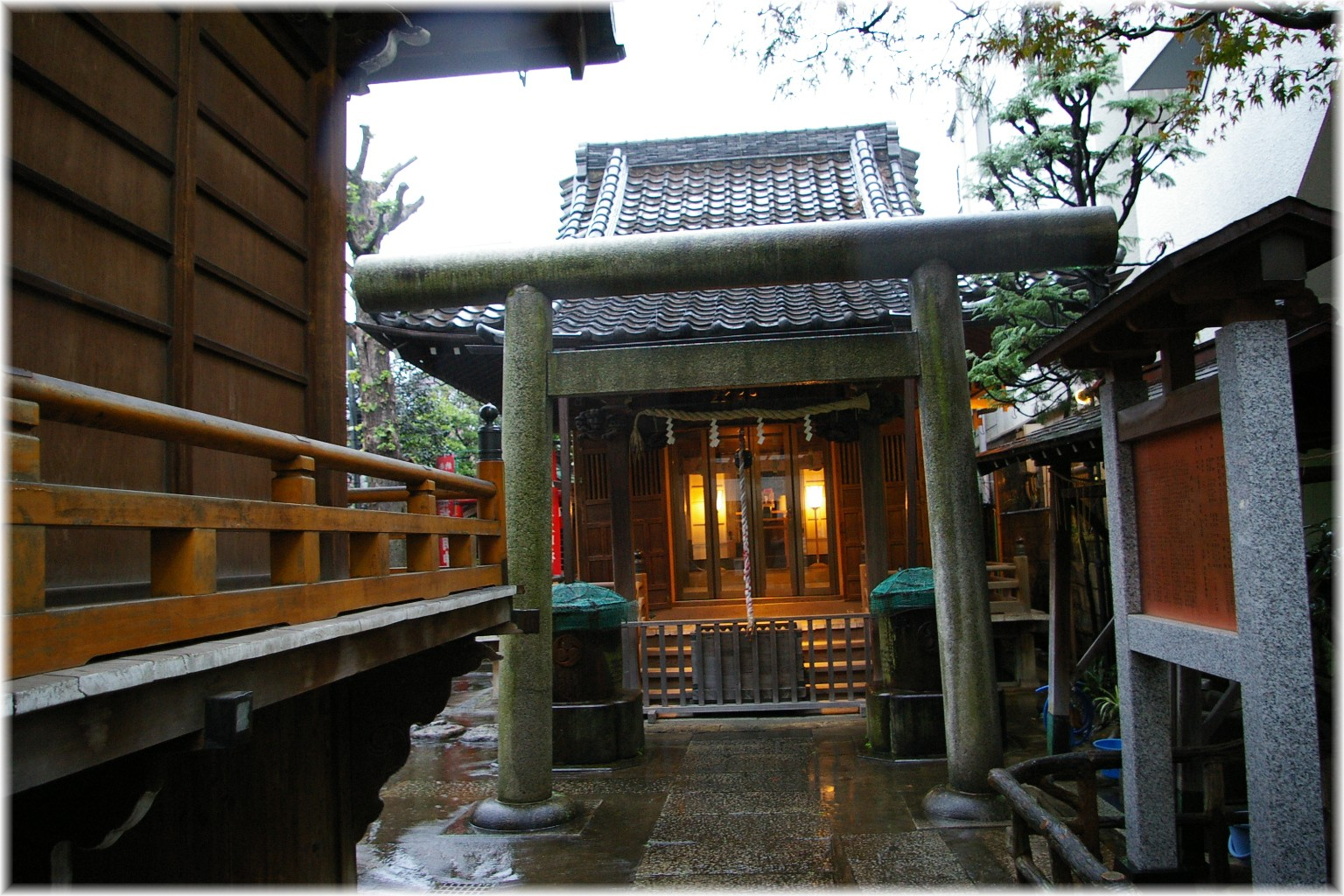
「丸山神社」Maruyama Jinja
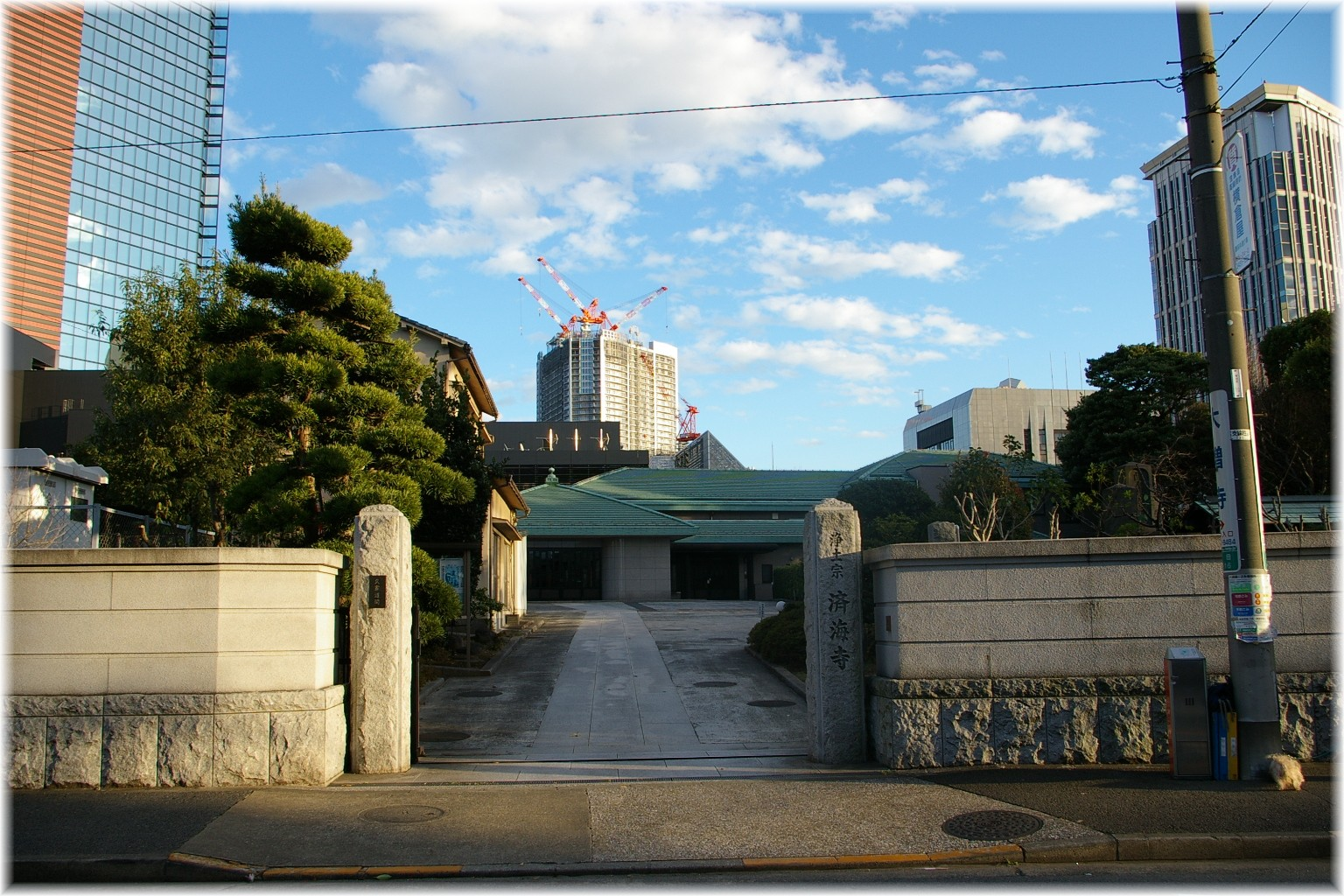
「済海寺」Saikai-ji
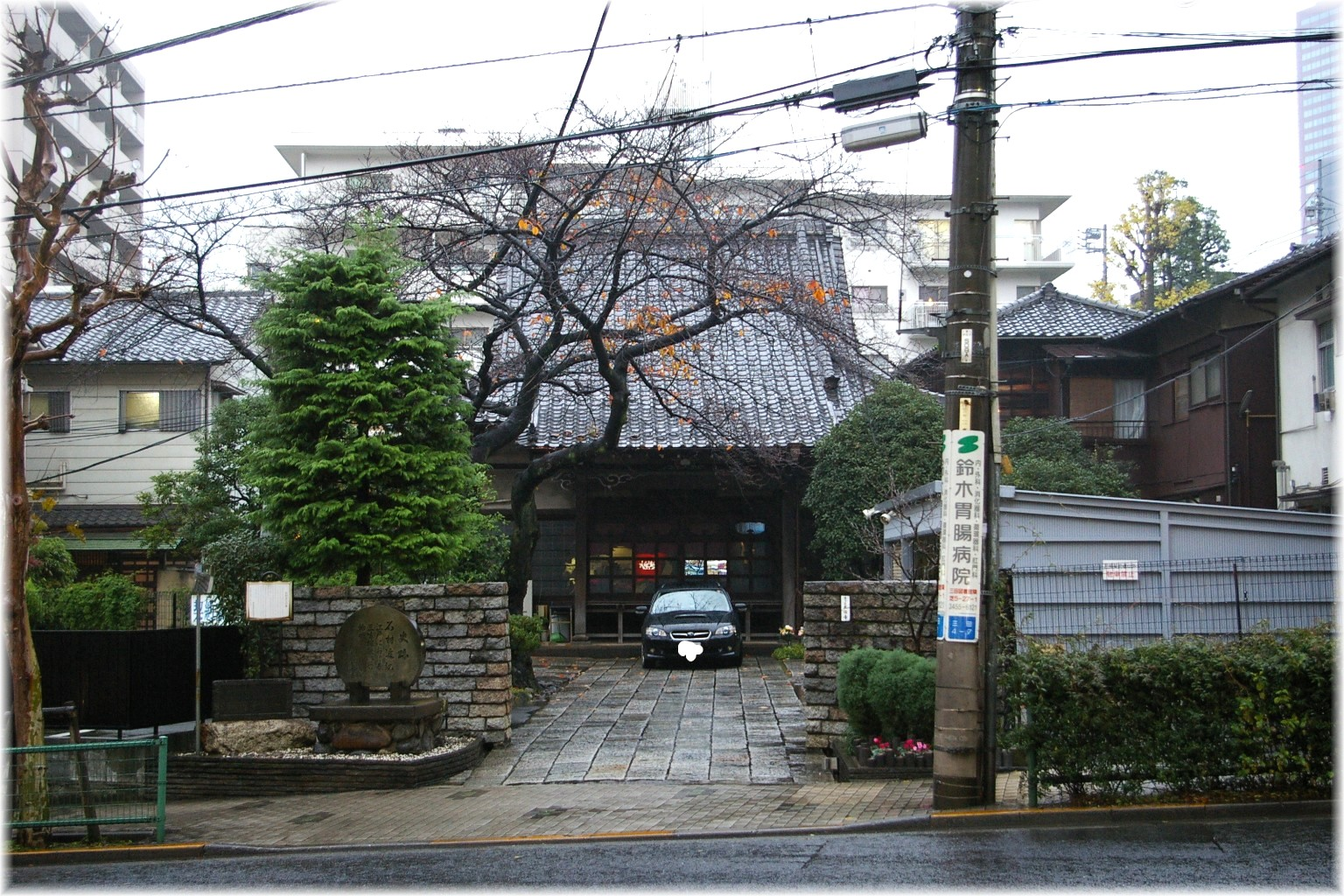
「大信寺」Daishin-ji
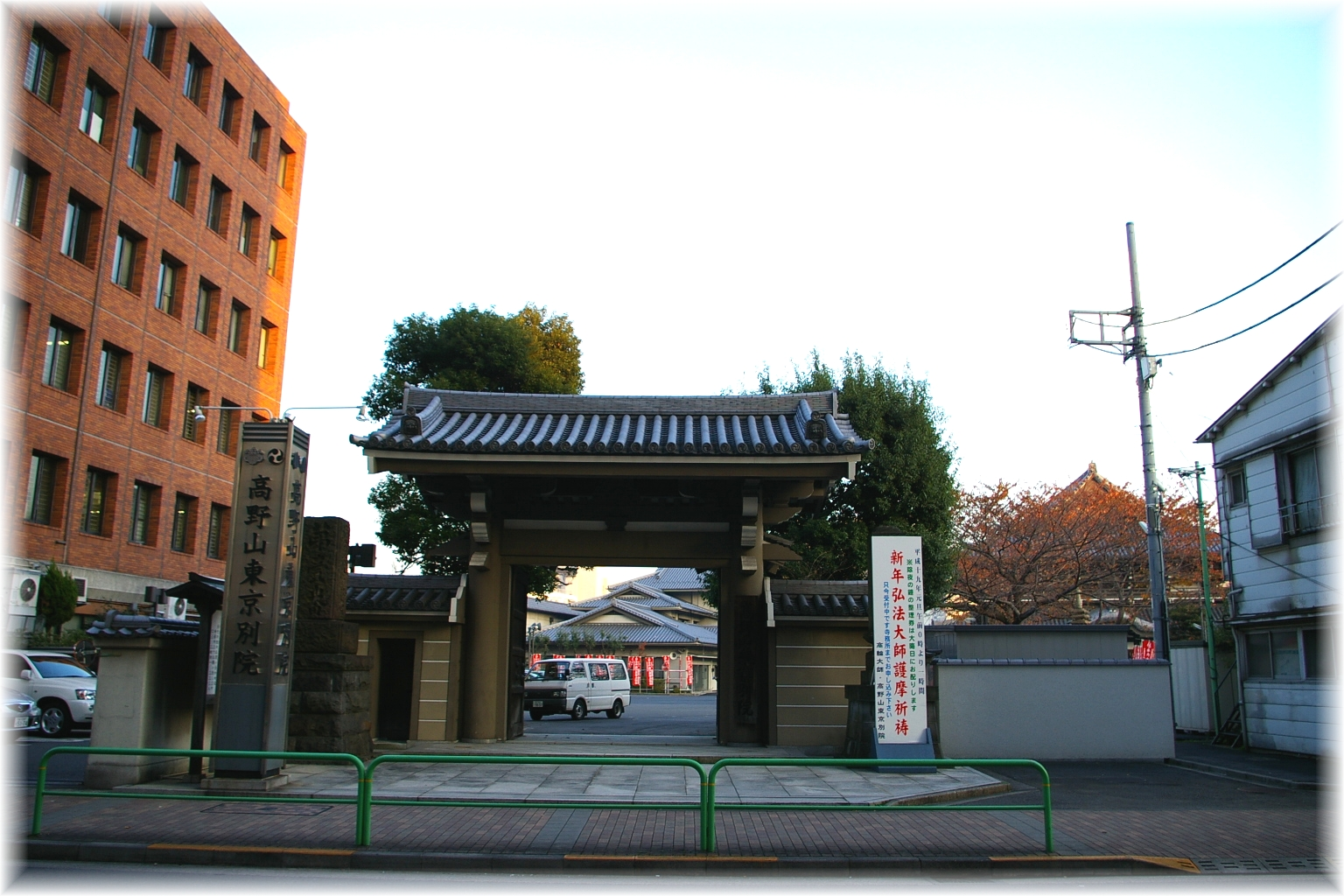
高野山別院Koyasan Tokyo Betsuin
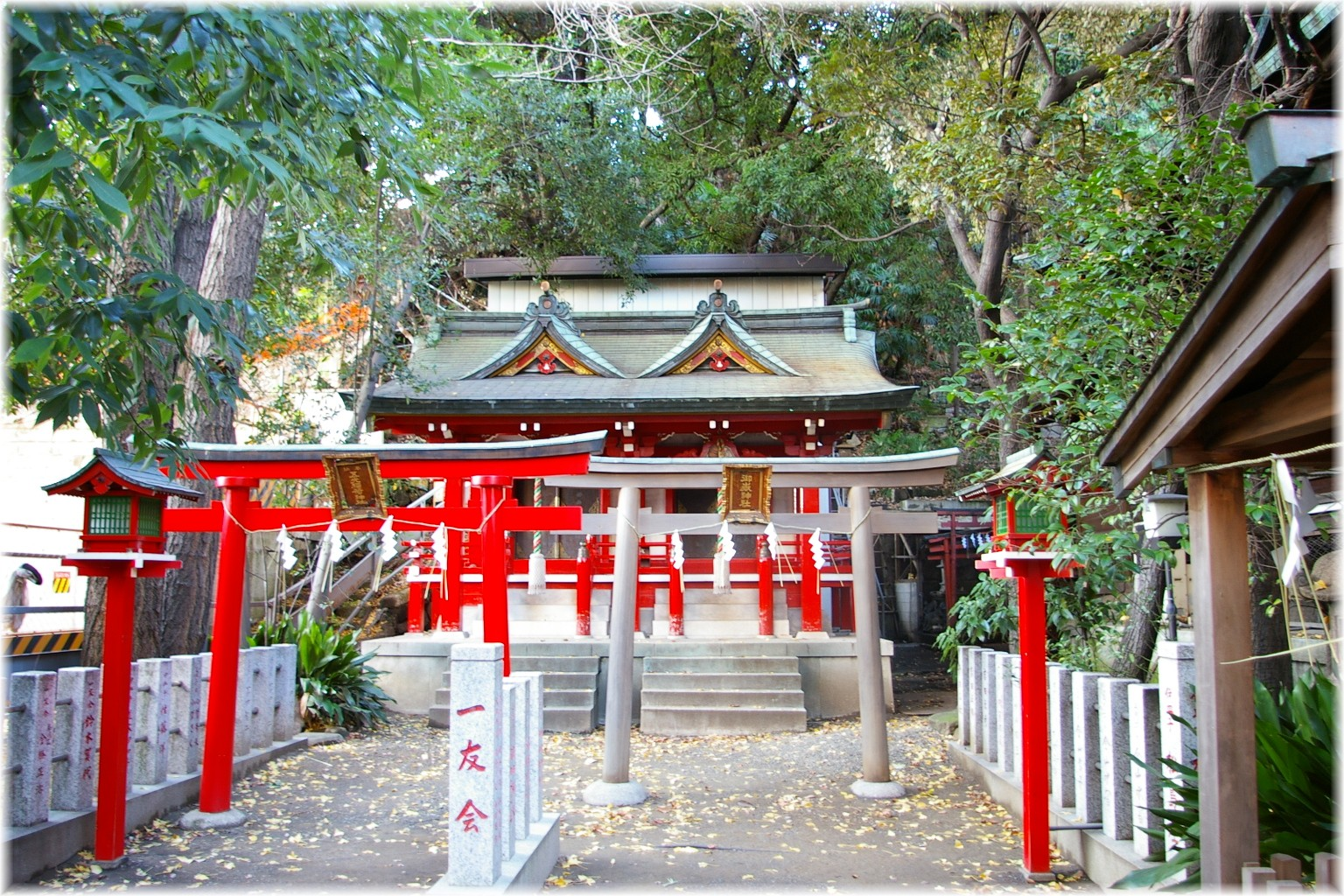
「三田八幡神社」Mita Hachiman Jinja
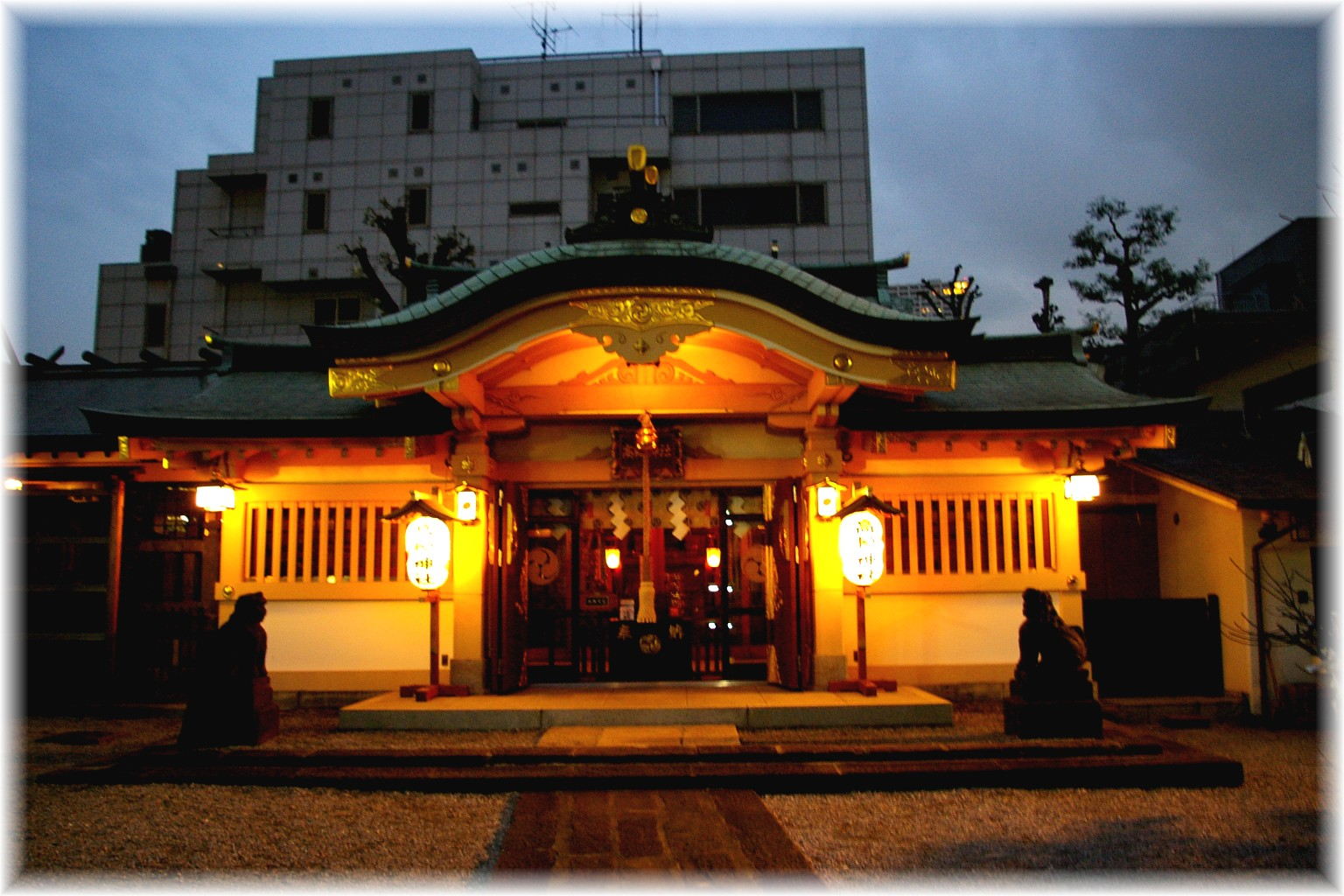
「高輪神社」Takanawa jinjya
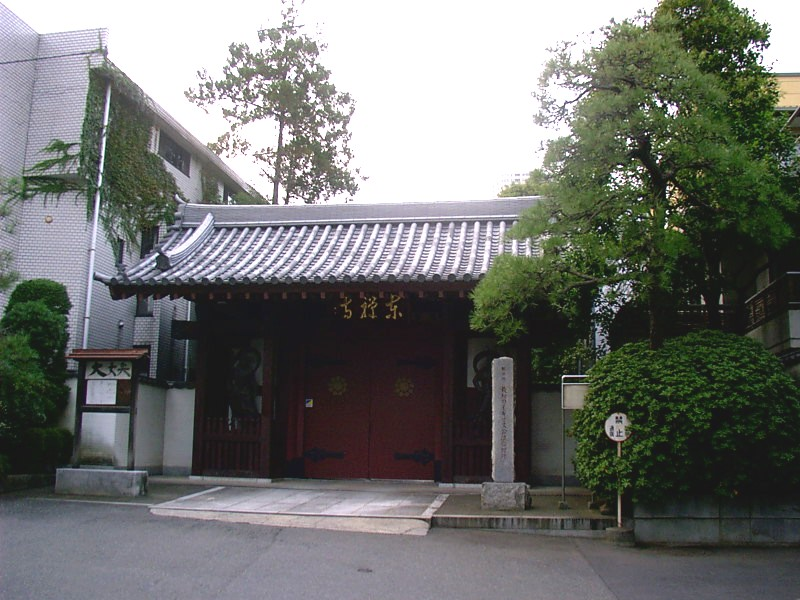
「東禅寺」Tōzen-ji